# Tirvia
Tirvia (en catalán y oficialmente Tírvia) es un municipio español de la comarca del  Pallars Sobirá, en la provincia de Lérida, comunidad autónoma de Cataluña. Está situado en el centro de la comarca, en la confluencia de los valles de Cardós, Ferrera y la Coma de Burg. Además de la capital municipal, incluye los núcleos de La Bana y Terveu.

## Geografía humana

### Demografía
Cuenta con una población de 144 habitantes (INE 2024).
| Gráfica de evolución demográfica de Tírvia entre 1842 y 2021 |
| |
| Población de derecho según los censos de población del INE Población de hecho según los censos de población del INEEn estos censos se denominaba Tirvia: 1842, 1857, 1860, 1877, 1887, 1897, 1900, 1910, 1920, 1930, 1940, 1950, 1960, 1970 y 1981 |

| 1900 | 1930 | 1950 | 1970 | 1981 | 1986 | 2006 |
| ---- | ---- | ---- | ---- | ---- | ---- | ---- |
| 405  | 285  | 213  | 133  | 106  | 109  | 120  |

## Economía
Agricultura y turismo.

## Lugares de interés
- Iglesia de la Virgen de la Piedad.
- Capilla de San Juan Bautista.